# 源国基
源 国基は、
1. 平安時代末期の摂津源氏の武将。源国直の次男。能勢国基。能勢氏の祖。
2. 平安時代末期から鎌倉時代初期にかけての摂津源氏の受領。源頼国の四男実国の玄孫。土佐守。
3. 平安時代中期の貴族。光孝源氏。正四位下・源通理の子。美濃但馬備中若狭守。

## 源国基（能勢国基）
源 国基（みなもと の くにもと）は、平安時代末期の武将。「能勢」を号したために、能勢国基とも記される。摂津源氏の流れを汲む源国直の次男。初名は国光。官位は従五位下・右兵衛尉。能勢氏の祖。
『寛政重修諸家譜』によると建久二年(1191年)に摂津国能勢郡山邊の鷹爪館に居住し能勢氏の祖となったという。

### 系譜
- 父：源国直
- 母：不詳
- 妻：藤原道明の娘
- 生母不明の子女
  - 男子：能勢国康 - 蔵人
  - 男子：能世国能 - 判官代
  - 男子：能世基直 - 能世三郎 ら

## 源国基（土佐守）
源 国基（みなもと の くにもと）は、平安時代末期から鎌倉時代前期にかけての摂津源氏の受領。太皇太后宮権大進・源行頼の八男。官位は従五位下・土佐守。

### 略歴
『吾妻鏡』文治2年（1186年）8月27日辛丑の条に「土佐守国基は二品（源頼朝）の御一族なり。殊に断金の契約有り」と記されており、頼朝とは非常に親密な間柄であったことが窺える。そして同条には、伊勢国玉垣御厨の領主権を与えられた事や家人である渡辺党の武士、刑部丞景重を鎌倉に置くよう命じられた事などが記されている。また、貞応3年(1224年)には摂関家の使いとして京より鎌倉に下り滞在した際の様子が記されている。
なお、上記の能勢国基と同一人物として扱われている場合があるが、『吾妻鏡』に見える父および子の名前や年代、そして『尊卑分脈』の記述から、能勢国基とは同じ摂津源氏ではあるが別人である。

### 系譜
源頼光－源頼国－源実国－源行実－源光行－源行頼－源国基－寛基